# L'Assassin du métro
L'Assassin du métro (titre original : She Cried Murder) est un téléfilm américain de Herschel Daugherty diffusé en 1973.

## Synopsis
Alors qu'elle attend sur un quai de métro, Sarah Cornell, jeune mannequin, aperçoit un homme jeter le corps sans vie d'une femme sur la rame. En enquêtant sur place, l'inspecteur Joe Brody conclut rapidement à un suicide. En le voyant, Sarah découvre avec stupeur que Brody n'est autre que l'homme qu'elle a vu. Brody se met donc à la suivre et la menace de kidnapper son fils si elle le dénonce. Suspectant leur collègue d'être impliqué dans des affaires louches, les autres policiers font tout pour resserrer le filet autour de lui...

## Fiche technique
- Titre original : She Cried Murder
- Réalisation : Herschel Daugherty
- Scénario : Merwin Gerard d'après une histoire de Roy A. Moore et Peter Jobin
- Directeur de la photographie : Harry Makin
- Montage : Bud Hoffman et John Kaufman
- Musique : John Cacavas
- Costumes : Grady Hunt
- Production : William Frye
- Genre : Film policier
- Pays :  États-Unis
- Durée : 74 minutes (1 h 14)
- Date de diffusion :
  -  États-Unis : 25 septembre 1973

## Distribution
- Telly Savalas (VF : Henry Djanik) : Inspecteur Joe Brody
- Lynda Day George (VF : Maïk Darah) : Sarah Cornell
- Mike Farrell (VF : Yves-Marie Maurin) : Walter Stepanic
- Kate Reid (VF : Jeanine Freson) : Maggie Knowlton
- Len Birman (VF : Michel Paulin) : Inspecteur Marvin
- Jeff Toner : Christopher Cornell
- Murray Westgate (VF : Albert Augier) : Sergent Withers
- Robert Goodier (VF : Michel Gudin) : Chef McKenzie
- Aileen Seaton (VF : Colette Venhard) : Sœur Maria Theresa
- Hope Garber (VF : Jeanine Freson) : Mrs. Brody
- Stuart Gillard (VF : Albert Augier) : Dave Sinclair, le metteur en scène TV
- Richard Alden (VF : Michel Gudin) : le 2d policier au théâtre